# Susan Golding
Susan G. Golding (Muskogee, 18 agosto 1945) è una politica statunitense, sindaco della città di San Diego dal 1992 al 2000.

## Biografia
Nata nell'Oklahoma in una famiglia ebrea, la Golding crebbe nell'Indiana e dopo il matrimonio con l'avvocato Stanley Prowse si trasferì ad Atlanta, dove trovò lavoro come docente presso l'Università Emory. Nel 1974 la famiglia si trasferì in California e qualche tempo dopo la Golding divorziò dal marito, con il quale aveva avuto due figli.
A San Diego, la Golding cominciò a dedicarsi alla politica con il Partito Repubblicano e nel 1981 venne eletta all'interno del consiglio comunale. Nel 1984 si candidò alla carica di Supervisore della Contea di San Diego e venne eletta, sconfiggendo l'avversaria Lynn Schenk. Nello stesso anno sposò in seconde nozze il finanziatore Dick Silbermann, che al contrario di lei era un democratico. I due divorziarono nel 1991, dopo che Silbermann venne condannato per riciclaggio di denaro.
Nel 1992 la Golding si candidò a sindaco di San Diego e riuscì ad essere eletta; così facendo divenne la seconda donna a ricoprire questo incarico dopo la sua predecessora Maureen O'Connor. Durante i suoi due mandati, si propose ai cittadini come una repubblicana molto moderata, addirittura progressista su alcune tematiche come l'aborto e i diritti degli omosessuali.
Dopo aver lasciato l'incarico, Susan Golding continuò ad occuparsi di politica e attualmente è presidente ed amministratore delegato della Child Abuse Prevention Foundation oltre ad essere membro di alcuni consigli di amministrazione.